# Georg-V.-Küste
Koordinaten: 69° S, 148° O
Die Georg-V.-Küste (englisch George V Coast, George V Land) ist ein Küstenabschnitt des Kontinents Antarktika. Sie liegt zwischen Point Alden (bei 142° 02’ O) und Kap Hudson (bei 153° 45’ O). 
Die Küste wurde bei der Australasiatischen Antarktisexpedition (1911–1914) unter der Leitung des australischen Polarforschers Douglas Mawson entdeckt. Mawson benannte sie nach Georg V. von Großbritannien und Irland.
Auch beim zweiten Abschnitt der achten GANOVEX-Expedition von 1999 bis 2000 lag der Schwerpunkt der geologischen und geophysikalischen Tätigkeiten im Gebiet vor der Oates- und Georg-V.-Küste.
Die George-V.-Küste ist Teil des George-V.-Land, einem Segment der Antarktis und Teil des Australischen Antarktis-Territoriums.